# Пушкарёв, Анатолий Александрович
Анато́лий Алекса́ндрович Пушкарёв (29 июля 1937, Безводное, Пижанский район, Кировская область, РСФСР, СССР — 2 июля 2009, Москва, Россия) — советский и российский деятель сельского хозяйства. Директор птицефабрики «Марийская» (ЗАО «Марийское») Медведевского района Марийской АССР / Марий Эл (1985—2009). Заслуженный работник сельского хозяйства Республики Марий Эл (1997). Депутат Верховного Совета Марийской АССР 12-го созыва (1990—1993), депутат Государственного Собрания Республики Марий Эл 1-го и 3—5-го созыва (1994—1996, 2000—2009).

## Биография
Родился 29 июля 1937 года в деревне Безводное Пижанского района Кировской области.
В 1960 году окончил Марийский педагогический институт имени Н. К. Крупской.
С 1960 года — в Килемарском районе Марийской АССР: завуч и директор Красномостовской школы.
С 1974 года — директор совхоза «Броневик», с 1980 года — директор птицефабрики «Озёрная».
В 1985—2009 годах — директор птицефабрики «Марийская» (ЗАО «Марийское») Медведевского района Марийской АССР / Марий Эл. Приняв от В. Кузнецова успешное хозяйство, преобразовал его в одно из наиболее эффективных, динамично развивающихся в Марий Эл.
Уникальный факт: в марте 1996 года Указом Президента Марий Эл назначен главой администрации Медведевского района — отказался.
В 2001 году стал председателем Федерации конного спорта Марий Эл.
В 1990—1993 годах избирался депутатом Верховного Совета Марийской АССР 12-го созыва, в 1994—1996, 2000—2009 годах — депутатом Государственного Собрания Республики Марий Эл 1-го и 3—5-го созыва. Был членом постоянной Комиссии по аграрной политике, экологии иприродопользованию и Комитета по развитию агропромышленного комплекса. Член движения «Отечество — вся Россия».
За вклад в развитие сельского хозяйства в 1997 году ему присвоено почётное звание «Заслуженный работник сельского хозяйства Республики Марий Эл». Награждён орденом «Знак Почёта», медалями и Почётной грамотой Президиума Верховного Совета Марийской АССР. В 2002 году был включён в рейтинг 1000 самых профессиональных менеджеров России.
Скончался 2 июля 2009 года в Москве. Похоронен на родине.

## Трудовые звания и награды
- Заслуженный работник сельского хозяйства Республики Марий Эл (1997)[1]
- Орден «Знак Почёта» (1982)[1]
- Медаль ордена «За заслуги перед Отечеством» II степени (28.05.2003) — за достигнутые трудовые успехи и многолетнюю добросовестную работу[11]
- Почётная грамота Президиума Верховного Совета Марийской АССР (1987)[1]